# Kona Reeves
Noah Pang-Potjes (nacido el 5 de junio de 1991) es un luchador profesional estadounidense, conocido por su trabajo para la empresa WWE bajo el nombre de Kona Reeves.

## Carrera profesional de lucha

### Circuito independiente (2013–14)
Afa Anoa'i formó a Pang-Potjes para ser un luchador profesional en el Wild Samoan Pro Wrestling Training Center. Luchó por World Xtreme Wrestling bajo el nombre de Noah Kekoa, donde sostuvo el Campeonato Mundial de WXW.

### WWE (2014–2021)

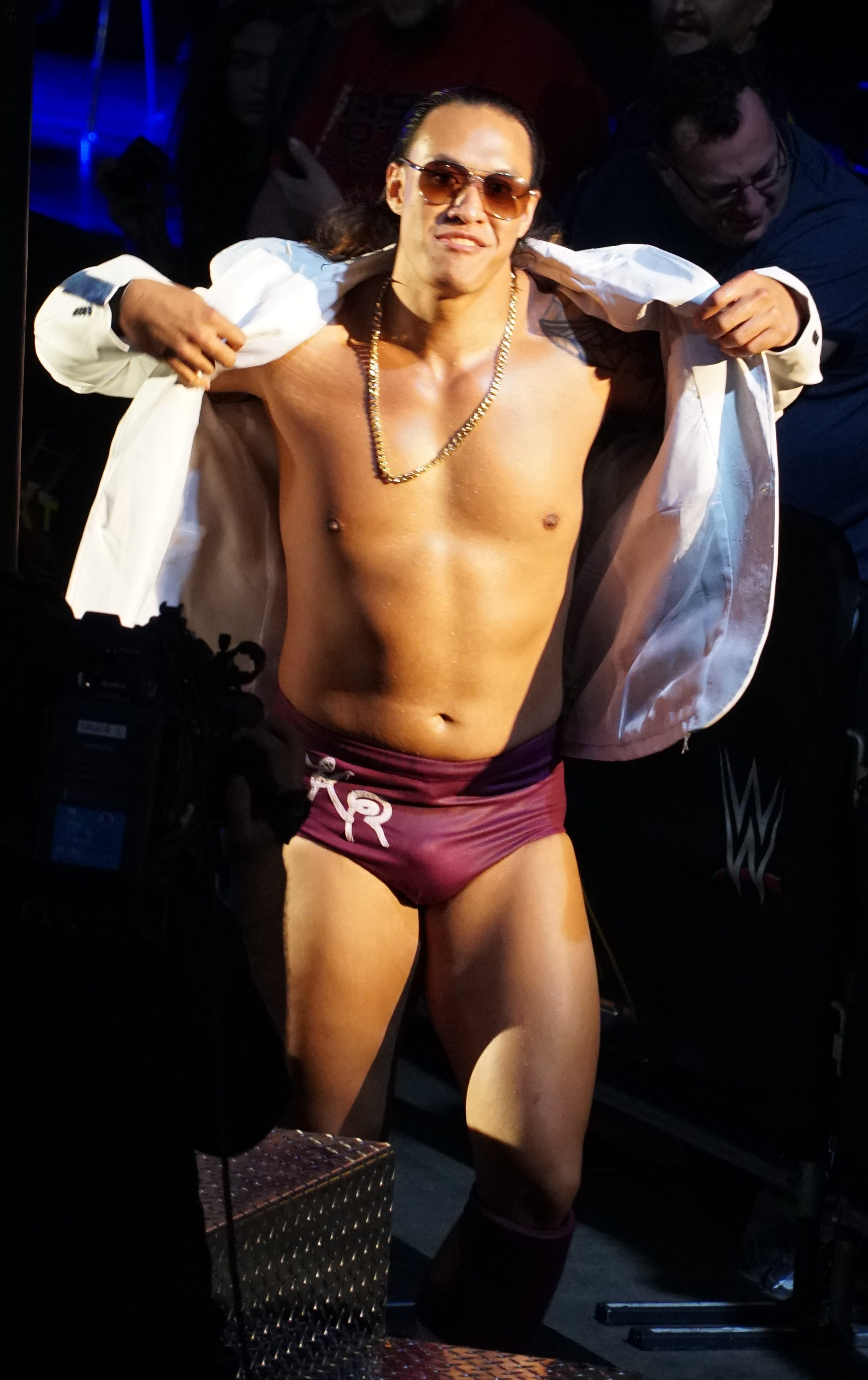
Reeves en WrestleMania Axxess en abril de 2018

En mayo de 2014, se anunció que Pang-Potjes había firmado con WWE. Comenzó a trabajar en  NXT eventos en vivo desde abril de 2015 e hizo su primera aparición importante en septiembre de 2015 como parte de la inauguración del Dusty Rhodes Tag Team Classic, formando equipo con  Alexander Wolfe como reemplazo de última hora para Marcus Louis en una derrota en primera ronda para The Hype Bros. Trabajando con su nombre real, Potjes tuvo su primera lucha televisado de singles en el episodio del 4 de mayo de 2016 de  NXT, perdiendo contra  No Way Jose. Potjes hizo varias apariciones televisadas más, perdiendo a Tye Dillinger y  Andrade "Cien" Almas. En noviembre de 2016, Potjes adoptó el nuevo nombre de ring Kona Reeves. En el episodio del 23 de noviembre de  NXT , una lucha entre Reeves y Rich Swann fue interrumpido por  SAnitY, quien atacó a ambos hombres. Reeves luego hizo varias apariciones televisadas durante la primera parte de 2017, perdiendo contra Aleister Black y Hideo Itami .
Después de una larga ausencia de la televisión, se publicó una viñeta en el episodio del 18 de abril de 2018 de  NXT  promocionando el regreso de Reeves como "The Finest" Kona Reeves. Él regresaría dos semanas después derrotando a Patrick Scott , estableciéndose como heel.
El 6 de agosto de 2021, Reeves fue liberado de su contrato con WWE.

## Vida personal
Pang-Potjes es de hawaianos nativos,  chino,  holandés, indonesios, filipinos y Descenso de españoles.

## Campeonatos y logros
- Pro Wrestling Illustrated
  - Clasificado como #324 de los 500 mejores luchadores individuales en el PWI 500 en 2018

- World Xtreme Wrestling
  - WXW Heavyweight Championship (1 vez)[1]